# Banc d'église

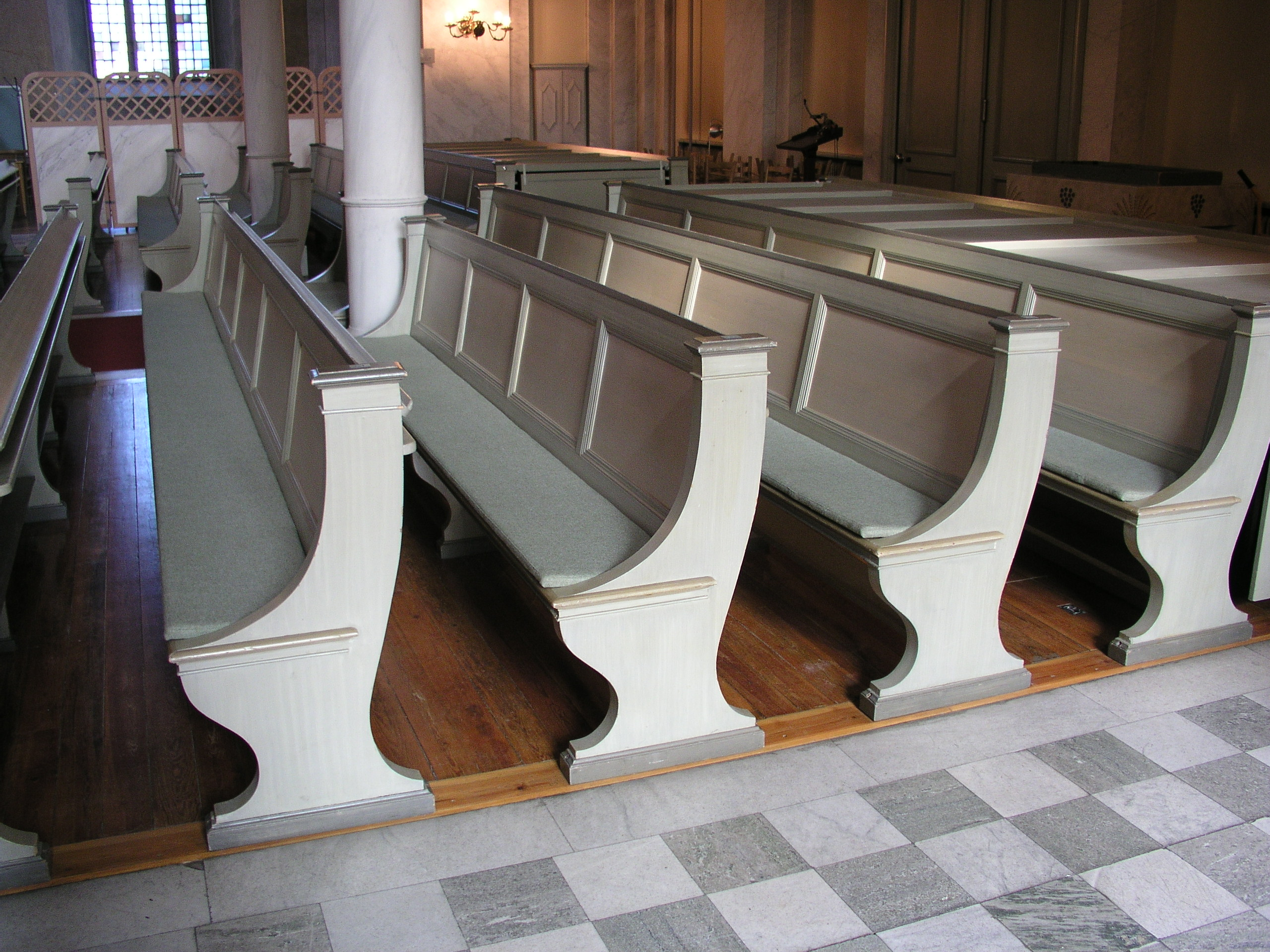
Bancs dans l'église Gustaf Vasa de Stockholm.

Un banc d'église est une pièce de mobilier liturgique où prennent place les membres d'une assemblée religieuse. Il se présente comme un long banc, pourvu d'un dossier et éventuellement d'un agenouilloir.
Comme pour les chaises, les fidèles pouvaient réserver tout ou partie d'un banc contre versement d'une contribution généralement annuelle.

## Histoire
Au Moyen Âge, les fidèles assistent debout aux offices de la paroisse.
Au XIIIe siècle, des bancs en pierre apparaissent dans les églises anglaises. D'abord placés le long des murs latéraux, ils sont disposés au sein de la nef et fixés au sol. Progressivement, les bancs en bois les remplacent pour se généraliser au XVe siècle. Les seigneurs avaient généralement leur banc d'église réservé au premier rang de la nef ou parfois même dans le chœur, en vertu d'un droit de fondation et de prééminence. 
Ces bancs sont partiellement et progressivement remplacés par les chaises apportées par chaque particulier. Mais cette pratique entraîne une lutte pour obtenir les meilleures places, si bien qu'est mis en place le bail des bancs et chaises (location par les fabriques qui leur assure une bonne partie de leurs ressources financières). À partir du XVIe siècle sont ainsi  mis à la disposition, selon un ordre fixé par le coutumier, des bancs ou chaises en bois loués au fermier adjudicataire de la « ferme des chaises » ou au marguillier, les prix fixes (majorés lors de messes solennelles) étant perçus par le chaisier ou la chaisière.
Cette coutume du bail des bancs et des chaises dans les églises se codifie au milieu du XVIIIe siècle et ce mobilier devient au XIXe siècle un bien de consommation commun, chaises et bancs étant progressivement mis à disposition gratuitement. Mais il reste d'usage pour les notables de la paroisse d'être propriétaires dans les premiers rangs de leurs chaises avec prie-Dieu sur lesquelles ils apposent leurs noms sur des plaques de métal gravées (généralement en cuivre) ou émaillées vissées au dossier. Après le concile Vatican II est progressivement abandonné l'usage de ces prie-Dieu dans les églises au profit de simples bancsou chaises.

## Galerie

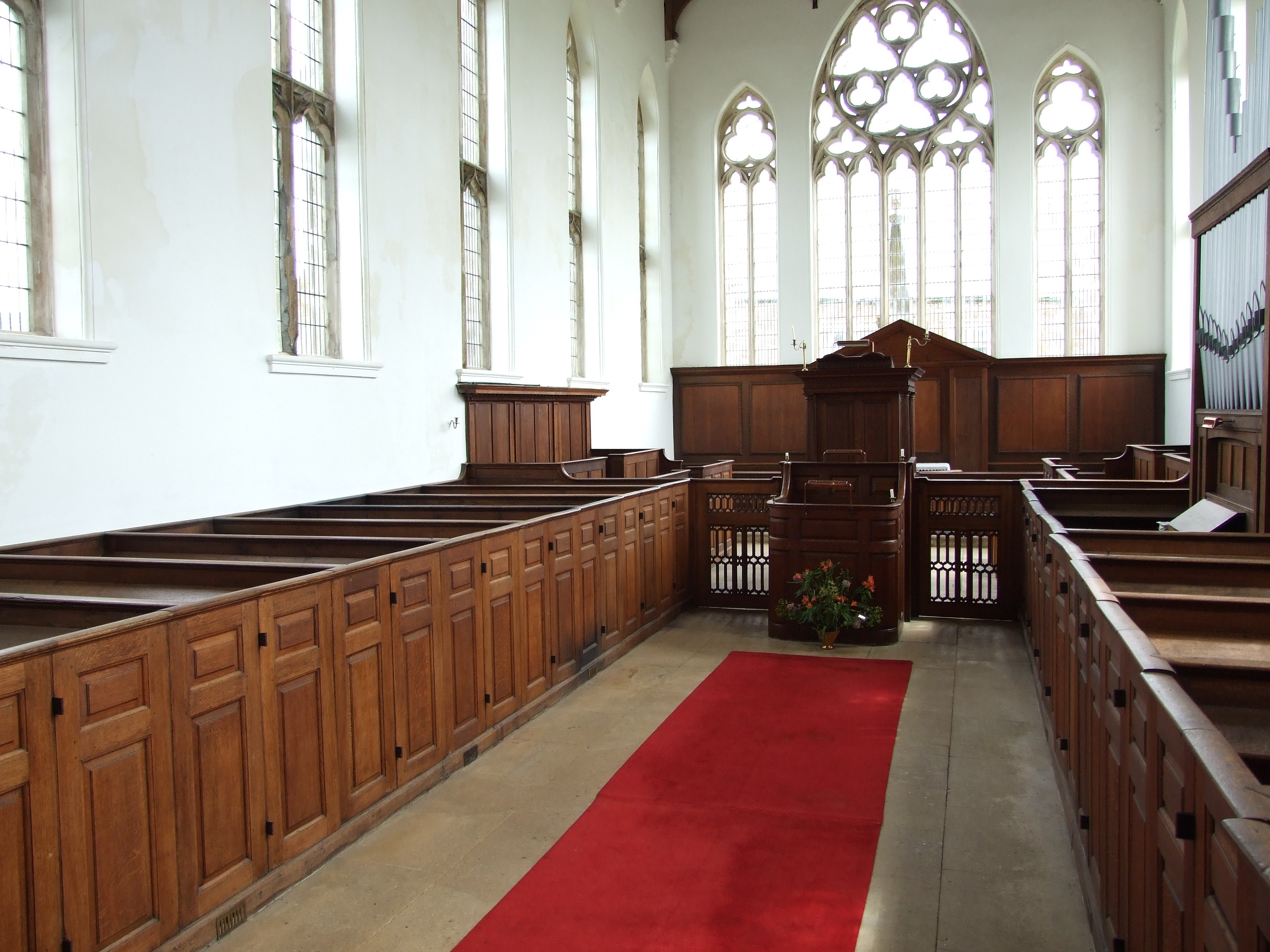
Bancs fermés à l'église Saint-Jean-le-Baptiste à Kings Norton, Harborough, Leicestershire.
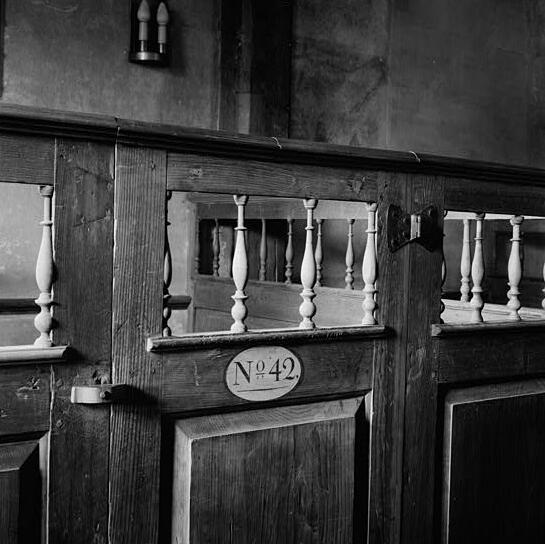
Detail du banc numéro 42, Old Ship Church, Hingham.
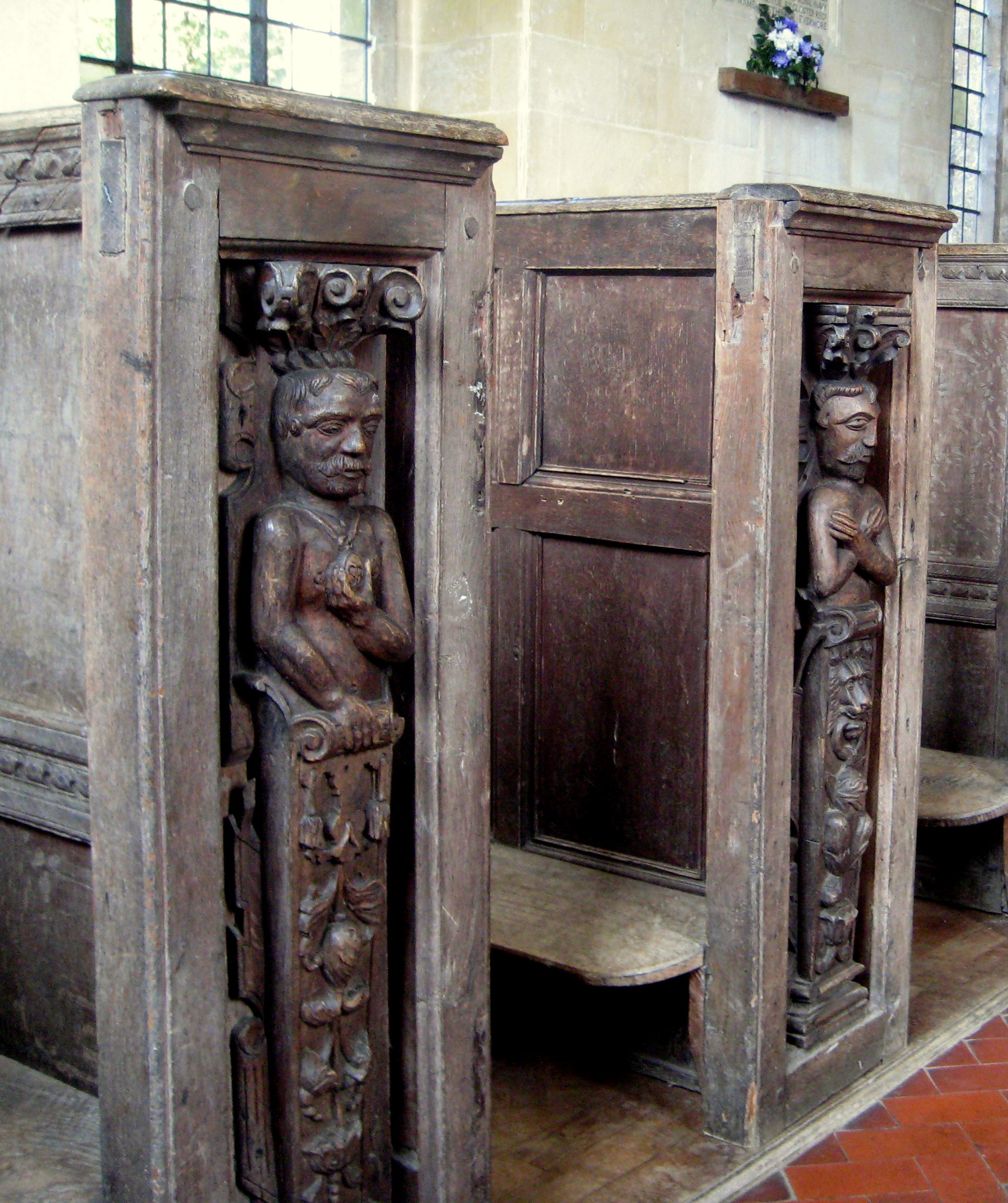
Bancs avec sculptures sur montants de l'église Saint Kenelm's à Sapperton, Gloucestershire.
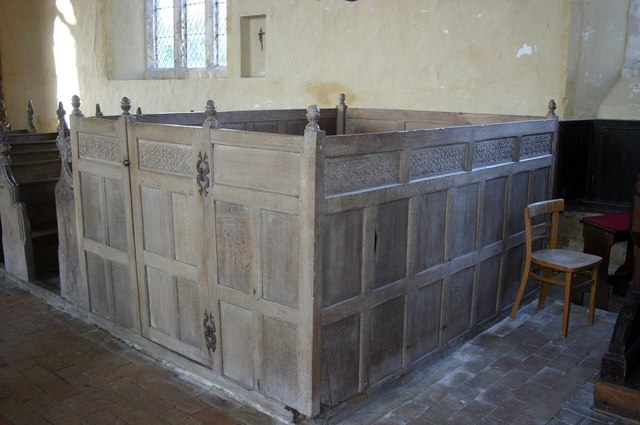
Bancs fermés à l'église Saint-Martin, Thompson, Norfolk.